# Le Battement d'ailes du papillon
Pour les articles homonymes, voir Happenstance.
Pour plus de détails, voir Fiche technique et Distribution.
Le Battement d'ailes du papillon est un film français réalisé par Laurent Firode sorti en 2000.

## Synopsis
À Paris, la vie de gens ordinaires bascule à la suite d'un enchaînement d'événements imprévus qui pourrait avoir pour origine un petit caillou dans un parc ou une chaussure laissée au milieu de la rue. Tous ces événements apparemment anodins (la panne d'une cafetière ou un biscuit jeté par la fenêtre d'une voiture) aboutiront à ce que deux êtres qui ne se connaissaient pas puissent se rencontrer...

## Fiche technique
- Titre : Le Battement d'ailes du papillon

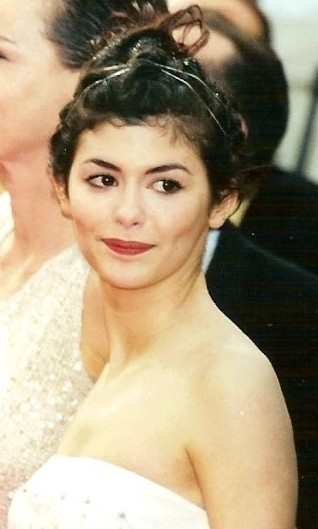
Audrey Tautou en 1999.

- Autre titre : Amélie 2 (Vendu en Corée sous ce titre), Happenstance[1]
- Réalisation : Laurent Firode
- Scénario : Laurent Firode
- Production : Pascal Judelewicz et Anne-Dominique Toussaint
- Producteur délégué : Franck Landron
- Musique : Peter Chase
- Photographie : Jean-René Duveau
- Montage : Didier Ranz
- Décors : Catherine Jarrier-Prieur
- Costumes : Najat Kas
- Effets spéciaux : Gilles Bissot
- Pays :  France
- Genre : comédie dramatique
- Durée : 90 minutes
- Format : Couleur
- Budget : 1,2 million d'euros
- Dates de sortie : 
  -  France : 21 juin 2000
  -  Belgique : 6 juin 2001

## Distribution
| - Audrey Tautou : Irène - Faudel : Younès - Éric Savin : Richard - Nathalie Besançon : Marie - Manu Layotte : le lanceur de cailloux - Lysiane Meis : Elsa - Irène Ismaïloff : Stéphanie - Éric Feldman : Luc - Frédéric Bouraly : Bobby - Françoise Bertin : la grand-mère de Luc - Pierre Bellemare : le chauffeur de taxi - Franck Bussi : le garçon de café philosophe - Marina Tomé : Julie - Antoine Coesens : le clochard - Saïd Serrari : le pickpocket - Lily Boulogne : la mère de Luc - Gilbert Robin : l'homme du destin | - Husky Kihal : le patron du magasin - Nor-Eddin Abboud : le vendeur du service après-vente - Louison Roblin : la voisine d'Irène - Félicité Wouassi : la vigile - Manuela Gourary : la mère d'Elsa - Mathieu Ducrez : Franck - Abdessamad Chahidi : le clandestin marocain - Sylvie Herbert : la secouriste - Michel Baladi : le garçon de café - Louise Vincent : la gitane - Charlotte Maury-Sentier : la femme de l'horoscope - Édith Le Merdy : la passagère du métro - Oleg Imbert : le touriste russe - Ludmila Imbert : la touriste russe - François Chattot : Marc |